# Christoph Friedrich Blumhardt
Christoph Friedrich Blumhardt (Möttlingen, 1º giugno 1842 – Jebenhausen, 2 agosto 1919) è stato un teologo e politico tedesco, è considerato uno dei fondatori del socialismo cristiano tedesco e svizzero.

## Biografia
Nato nel 1842 a Möttlingen, un piccolo centro del Baden-Württemberg, figlio del teologo luterano Johann Christoph (1805-1880), seguendo le orme paterne, Christoph Friedrich Blumhardt studiò teologia all'Università di Tubinga. Nel 1869 raggiunse e affiancò il padre a Bad Boll dove questi aveva acquisito un albergo per farne una residenza per il riposo e la meditazione religiosa della comunità dei suoi fedeli.
La predicazione di Christoph, particolarmente sensibile ai temi della questione sociale e della condizione operaia, esortava alla realizzazione del Regno di Dio mutando l'organizzazione economica della società.
Pur subendo le critiche delle parti più conservatrici della religiosità tradizionale, aderì al socialismo, militò nel Partito Socialdemocratico di Germania e nel 1900 fu eletto per la SPD nel parlamento dello Stato del Württemberg a Stoccarda.
Nel 1913, dopo una malattia che lo aveva colpito mentre viaggiava in Egitto, lasciò la direzione della comunità di Bad Boll, ma continuò nella sua predicazione fino al 1917. Due anni dopo, nel 1919, morì a Jebenhausen a settantasette anni.
Le sue convinzioni etico religiose influenzarono altri teologi, quali Karl Barth, Richard Wilhelm e Leonhard Ragaz.

## Opere

### In collaborazione con Eugen Jäckh
- Hausandachten für alle Tage des Jahres, 1921.
- Vom Reich Gottes. Aus Predigten und Andachten, 1922.
- Von der Nachfolge Jesu Christi. 2. Auswahl aus Predigten und Andachten, 1923.
- Abendgebete für alle Tage des Jahres, 1937.
- Von der Führung Gottes. Briefe an Freunde, 1955.

### Con Robert Lejeune
- Auswahl aus Predigten und Andachten, 4 voll., 1925-32.
- Werke, 1938-66.

### Con Johannes Harder
- Worte des evang. Pfarrers und Landtagsabgeordneten Christoph Blumhardt, 1972.
- Christoph Blumhardt - Ansprachen, Predigten, Reden, Briefe: 1865-1917, 1978.